# Visual Shock Vol.3 刺激 ～夢の中にだけ生きて～
Visual Shock Vol.3 刺激2 ～夢の中にだけ生きて～(Shigeki2, Yume No Naka Ni Dake Ikite) è il titolo della quarta videocassetta della serie "Visual Shock" degli X Japan. Pubblicata nel 1991 come VHS, venne ristampata in formato DVD nel 2001.
Tutti i video sono presi da questi eventi, come riportato sul retro:
'89~'90 Rose & Blood Tour (Shibuko, Budokan, Osakajo Hall); in L.A.; Film Gig; at Narita Airport; Event (Sendai); Studio Live; Image Visual Video Clip; Violence in Jealousy Tour Tokyo Dome ...and more!

## Tracce
1. Endless Rain - YOSHIKI - YOSHIKI
2. Prologue (~World Anthem) - YOSHIKI - F. Marino
3. Miscast - HIDE - HIDE
4. Joker - HIDE - HIDE
5. Love Replica - HIDE - HIDE
6. White Wind From Mr. Martin Pata's Nap PATA
7. Voiceless Screaming - TOSHI - TAIJI
8. Silent Jealousy - YOSHIKI - YOSHIKI
9. Say Anything - YOSHIKI - YOSHIKI

## Formazione
- Toshi - voce
- TAIJI - basso
- PATA - chitarra
- Hide - chitarra
- Yoshiki - batteria & pianoforte